# Divisione Nazionale 1946-1947 (pallacanestro maschile)
La Divisione Nazionale 1946-1947 è stata la 25ª edizione del massimo campionato italiano di pallacanestro.

## Formula
In tutti i turni: le vittorie valgono 2 punti, la sconfitta 0, il pareggio vale 1 punto.
Si rinuncia ancora alla suddivisione delle 41 squadre iscritte in categorie a girone unico, preferendo optare ancora per un campionato "unico" a gironi su base geografica.
Vengono formati 9 gironi di quattro o cinque squadre. Le vincenti accedono direttamente ai quattro gruppi di semifinale ognuno di tre squadre, mentre le seconde classificate si giocano i restanti 3 posti in altrettanti gironi di spareggio.
Le quattro vincitrici dei gironi di semifinale si giocano lo scudetto finale in un girone all'italiana ad andata e ritorno.
Nota generale: Nel quadro della riforma dei campionati FIP, tutte le squadre qualificate alla fase di semifinale acquisiscono il diritto alla nuova Serie A 1947/48, che sarà a due gironi di 8 squadre ciascuno e fase finale. Mentre tutte le "non qualificate" acquisiscono il diritto di ammissione nella nuova Serie B 1947/48.

## Gironi di qualificazione alle Semifinali Nazionali

### Girone I

#### Classifica
|  |    | Girone I                  | Pt | G | V | N | P | PtF | PtS |
|  | -- | ------------------------- | -- | - | - | - | - | --- | --- |
|  | 1. | Pallacanestro Varese      | 14 | 8 | 7 | 0 | 1 | 308 | 219 |
|  | 2. | Ginnastica Torino         | 12 | 8 | 6 | 0 | 2 | 246 | 231 |
|  | 3. | Pallacanestro Gallaratese | 10 | 8 | 5 | 0 | 3 | 269 | 231 |
|  | 4. | Dop.Borletti Milano       | 4  | 8 | 2 | 0 | 6 | 245 | 247 |
|  | 5. | Saves Alessandria         | 0  | 8 | 0 | 0 | 8 | 172 | 312 |

#### Risultati
| Risultati girone I        | MIL   | GAL   | TOR   | VAR   | ALE   |
| ------------------------- | ----- | ----- | ----- | ----- | ----- |
| Dop.Borletti Milano       |       | 35-36 | 20-25 | 31-39 | 36-10 |
| Pallacanestro Gallaratese | 39-29 |       | 34-13 | 17-30 | 46-14 |
| Ginnastica Torino         | 34-27 | 26-24 |       | 50-31 | 22-17 |
| Pallacanestro Varese      | 41-15 | 43-29 | 54-34 |       | 35-15 |
| Saves Alessandria         | 23-52 | 41-44 | 24-42 | 28-35 |       |

### Girone II

#### Classifica
|  |    | Girone II            | Pt | G | V | N | P | PtF | PtS |
|  | -- | -------------------- | -- | - | - | - | - | --- | --- |
|  | 1. | Pallacanestro Como   | 10 | 6 | 5 | 0 | 1 | 197 | 160 |
|  | 2. | Onda Pavia           | 8  | 6 | 4 | 0 | 2 | 248 | 205 |
|  | 3. | Pirelli Milano       | 4  | 6 | 2 | 0 | 4 | 184 | 210 |
|  | 4. | Enal Vanzetti Milano | 2  | 6 | 1 | 0 | 5 | 188 | 242 |

#### Risultati
| Risultati girone II  | PAV   | COM   | PIR   | ENA   |
| -------------------- | ----- | ----- | ----- | ----- |
| Onda Pavia           |       | 31-36 | 45-43 | 68-32 |
| Pallacanestro Como   | 36-31 |       | 30-32 | 33-16 |
| Pirelli Milano       | 20-27 | 25-31 |       | 34-33 |
| Enal Vanzetti Milano | 38-46 | 25-31 | 44-30 |       |

### Girone III

#### Classifica
|  |    | Girone III                        | Pt | G | V | N | P | PtF | PtS |
|  | -- | --------------------------------- | -- | - | - | - | - | --- | --- |
|  | 1. | Reyer Venezia                     | 16 | 8 | 8 | 0 | 0 | 310 | 364 |
|  | 2. | Roi Cavezzale Vicenza             | 10 | 8 | 5 | 0 | 3 | 218 | 202 |
|  | 3. | Giovane Italia Reggio Emilia (-1) | 5  | 8 | 3 | 0 | 5 | 191 | 232 |
|  | 4. | Pallacanestro Treviso             | 4  | 8 | 2 | 0 | 6 | 193 | 246 |
|  | 5. | Cesarin Padova                    | 4  | 8 | 2 | 0 | 6 | 165 | 233 |

#### Risultati
| Risultati girone III         | PAD   | REG   | TRE   | VEN   | VIC   |
| ---------------------------- | ----- | ----- | ----- | ----- | ----- |
| Cesarin Padova               |       | 2-0   | 45-30 | 16-32 | 23-36 |
| Giovane Italia Reggio Emilia | 29-20 |       | 33-24 | 28-44 | 36-26 |
| Pallacanestro Treviso        | 21-16 | 35-30 |       | 28-46 | 0-2   |
| Reyer Venezia                | 48-21 | 43-8  | 31-27 |       | 37-22 |
| Roi Cavezzale Vicenza        | 37-22 | 38-27 | 43-28 | 14-29 |       |

### Girone IV

#### Classifica
|  |    | Girone IV            | Pt | G | V | N | P | PtF | PtS |
|  | -- | -------------------- | -- | - | - | - | - | --- | --- |
|  | 1. | Ginnastica Triestina | 12 | 6 | 6 | 0 | 0 | 330 | 133 |
|  | 2. | Itala Gradisca       | 7  | 6 | 3 | 1 | 2 | 176 | 151 |
|  | 3. | Edera Trieste        | 3  | 6 | 1 | 1 | 4 | 146 | 202 |
|  | 4. | APU Udine (-2)       | -2 | 6 | 0 | 0 | 6 | 97  | 263 |

#### Risultati
| Risultati girone IV  | EDE   | GIN   | GRA   | UDI   |
| -------------------- | ----- | ----- | ----- | ----- |
| Edera Trieste        |       | 22-54 | 35-35 | 2-0   |
| Ginnastica Triestina | 29-20 |       | 35-26 | 98-32 |
| Itala Gradisca       | 52-28 | 19-37 |       | 2-0   |
| APU Udine            | 32-39 | 14-80 | 19-42 |       |

### Girone V

#### Classifica
|  |    | Girone V                  | Pt | G | V | N | P | PtF | PtS |
|  | -- | ------------------------- | -- | - | - | - | - | --- | --- |
|  | 1. | San Giusto Trieste        | 12 | 6 | 6 | 0 | 0 | 263 | 139 |
|  | 2. | Lega Nazionale Trieste    | 6  | 6 | 3 | 0 | 3 | 155 | 167 |
|  | 3. | Ginnastica Goriziana      | 6  | 6 | 3 | 0 | 3 | 145 | 180 |
|  | 4. | Lega Nazionale Monfalcone | 0  | 6 | 0 | 0 | 6 | 133 | 210 |

#### Risultati
| Risultati girone V        | GOR   | MON   | LNT   | SGT   |
| ------------------------- | ----- | ----- | ----- | ----- |
| Ginnastica Goriziana      |       | 40-29 | 25-24 | 16-52 |
| Lega Nazionale Monfalcone | 12-22 |       | 20-27 | 22-41 |
| Lega Nazionale Trieste    | 24-20 | 28-23 |       | 27-38 |
| San Giusto Trieste        | 39-22 | 52-27 | 41-25 |       |

### Girone VI

#### Classifica
|  |    | Girone VI                 | Pt | G | V | N | P | PtF | PtS |
|  | -- | ------------------------- | -- | - | - | - | - | --- | --- |
|  | 1. | Genoa                     | 14 | 8 | 7 | 0 | 1 | 202 | 172 |
|  | 2. | Pro Livorno               | 10 | 8 | 5 | 0 | 3 | 260 | 220 |
|  | 3. | Arsenale La Spezia        | 10 | 8 | 5 | 0 | 3 | 259 | 226 |
|  | 4. | Ansaldo Genova            | 6  | 8 | 3 | 0 | 5 | 195 | 224 |
|  | 5. | Stella Rossa Livorno (-1) | -1 | 8 | 0 | 0 | 8 | 155 | 229 |

#### Risultati
| Risultati girone VI  | ANS   | LAS   | GEN   | PRO   | SRL   |
| -------------------- | ----- | ----- | ----- | ----- | ----- |
| Ansaldo Genova       |       | 24-38 | 17-19 | 26-24 | 23-21 |
| Arsenale La Spezia   | 29-23 |       | 29-37 | 34-40 | 29-14 |
| Genoa                | 36-22 | 20-34 |       | 27-24 | 2-0   |
| Pro Livorno          | 36-30 | 40-33 | 19-26 |       | 36-25 |
| Stella Rossa Livorno | 21-30 | 28-33 | 27-35 | 19-41 |       |

### Girone VII

#### Classifica
|  |    | Girone VII                 | Pt | G | V | N | P | PtF | PtS |
|  | -- | -------------------------- | -- | - | - | - | - | --- | --- |
|  | 1. | Virtus Bologna             | 16 | 8 | 8 | 0 | 0 | 279 | 145 |
|  | 2. | AP Fiorentina              | 9  | 8 | 5 | 0 | 3 | 273 | 209 |
|  | 3. | Stamura Ancona             | 8  | 8 | 4 | 0 | 4 | 235 | 222 |
|  | 4. | Pallacanestro Foligno (-1) | 3  | 8 | 2 | 0 | 6 | 169 | 288 |
|  | 5. | Libertas Pesaro            | 2  | 8 | 1 | 0 | 7 | 163 | 255 |

#### Risultati
| Risultati girone VII  | FIO   | FOL   | PES   | ANC   | BOL   |
| --------------------- | ----- | ----- | ----- | ----- | ----- |
| AP Fiorentina         |       | 64-29 | 40-26 | 34-47 | 0-2   |
| Pallacanestro Foligno | 18-44 |       | 28-20 | 34-32 | 21-45 |
| Libertas Pesaro       | 31-40 | 2-0   |       | 18-23 | 22-40 |
| Stamura Ancona        | 17-27 | 34-18 | 44-25 |       | 18-27 |
| Virtus Bologna        | 39-24 | 47-21 | 40-19 | 39-20 |       |

### Girone VIII

#### Classifica
|  |    | Girone VIII        | Pt | G | V | N | P | PtF | PtS |
|  | -- | ------------------ | -- | - | - | - | - | --- | --- |
|  | 1. | Ginnastica Roma    | 14 | 8 | 7 | 0 | 1 | 165 | 116 |
|  | 2. | CUS Roma           | 12 | 8 | 6 | 0 | 2 | 230 | 195 |
|  | 3. | Libertas Roma      | 10 | 8 | 5 | 0 | 3 | 225 | 214 |
|  | 4. | Ascoli Piceno (-2) | 0  | 8 | 1 | 0 | 7 | 160 | 206 |
|  | 5. | Sangiorgese (-2)   | 0  | 8 | 1 | 0 | 7 | 133 | 182 |

La Sangiorgese scambia il titolo sportivo con Firenze.

#### Risultati
| Risultati girone VIII | CUS   | GIN   | LIB   | ASC   | SAN   |
| --------------------- | ----- | ----- | ----- | ----- | ----- |
| CUS Roma              |       | 19-24 | 29-30 | 19-16 | 49-32 |
| Ginnastica Roma       | 17-19 |       | 26-19 | 2-0   | 2-0   |
| Libertas Roma         | 28-37 | 17-32 |       | 48-35 | 2-0   |
| Ascoli Piceno         | 25-29 | 20-34 | 26-47 |       | 38-25 |
| Sangiorgese           | 23-29 | 22-28 | 29-34 | 2-0   |       |

### Girone IX

#### Classifica
|  |    | Girone IX              | Pt | G | V | N | P | PtF | PtS |
|  | -- | ---------------------- | -- | - | - | - | - | --- | --- |
|  | 1. | CUSAB Bari             | 10 | 6 | 5 | 0 | 1 | 137 | 112 |
|  | 2. | AP Napoli              | 9  | 6 | 4 | 1 | 1 | 164 | 129 |
|  | 3. | Palermo SC (-1)        | 3  | 6 | 1 | 1 | 4 | 87  | 134 |
|  | 4. | Cral Tosi Taranto (-1) | 1  | 6 | 1 | 0 | 5 | 111 | 124 |

#### Risultati
| Risultati girone IX | NAP   | PAL   | BAR   | TAR   |
| ------------------- | ----- | ----- | ----- | ----- |
| AP Napoli           |       | 40-16 | 25-19 | 27-23 |
| Palermo SC          | 30-30 |       | 22-38 | 2-0   |
| CUSAB Bari          | 22-20 | 2-0   |       | 31-21 |
| Cral Tosi Taranto   | 19-22 | 24-17 | 24-25 |       |

## Girone di qualificazioni
Le seconde classificate vengono raggruppate in 3 ulteriori gironi, dai quali le prime vengono promosse ai gironi di semifinale.

### Girone A
Concentramento organizzato a Genova Nervi

#### Classifica
|  |    | girone A          | Pt | G | V | N | P | GF | GS |
|  | -- | ----------------- | -- | - | - | - | - | -- | -- |
|  | 1. | Onda Pavia        | 4  | 2 | 2 | 0 | 0 | 67 | 42 |
|  | 2. | Ginnastica Torino | 2  | 2 | 1 | 0 | 1 | 60 | 62 |
|  | 3. | Pro Livorno       | 0  | 2 | 0 | 0 | 2 | 36 | 59 |

#### Risultati
- Ginnastica Torino - Pro Livorno 35-19
- Onda Pavia - Ginnastica Torino 43-25
- Onda Pavia - Pro Livorno 24-17

### Girone B
Concentramento organizzato a Venezia

#### Classifica
|  |    | girone B               | Pt | G | V | N | P | GF | GS |
|  | -- | ---------------------- | -- | - | - | - | - | -- | -- |
|  | 1. | Itala Gradisca         | 4  | 2 | 2 | 0 | 0 | 64 | 56 |
|  | 2. | Roi Cavezzale Vicenza  | 2  | 2 | 1 | 0 | 1 | 68 | 69 |
|  | 3. | Lega Nazionale Trieste | 0  | 2 | 0 | 0 | 2 | 62 | 69 |

#### Risultati
- Itala Gradisca - Lega Nazionale Trieste 29-28
- Itala Gradisca - Roi Cavezzale Vicenza 35-28
- Roi Cavezzale Vicenza - Lega Nazionale Trieste 40-34

### Girone C
Concentramento organizzato a Bari

#### Classifica
|  |    | girone C      | Pt | G | V | N | P | GF | GS |
|  | -- | ------------- | -- | - | - | - | - | -- | -- |
|  | 1. | AP Napoli     | 4  | 2 | 2 | 0 | 0 | 81 | 56 |
|  | 2. | CUS Roma      | 2  | 2 | 1 | 0 | 1 | 56 | 49 |
|  | 3. | AP Fiorentina | 0  | 2 | 0 | 0 | 2 | 41 | 73 |

Il CUS Roma si liquida nella Ginnastica Roma per formare la squadra unica cittadina.

#### Risultati
- AP Napoli - CUS Roma 35-29
- AP Napoli - AP Fiorentina 46-27
- CUS Roma - AP Fiorentina 27-14

## Semifinali

### Girone A

#### Classifica
|  |    | girone A             | Pt | G | V | N | P | GF  | GS  |
|  | -- | -------------------- | -- | - | - | - | - | --- | --- |
|  | 1. | Ginnastica Triestina | 5  | 4 | 2 | 1 | 1 | 112 | 85  |
|  | 2. | San Giusto Trieste   | 4  | 4 | 1 | 1 | 2 | 95  | 115 |
|  | 3. | Itala Gradisca       | 4  | 4 | 2 | 0 | 2 | 103 | 110 |

#### Risultati
| Risultati girone     | GinTs | Grad  | SGTs  |
| -------------------- | ----- | ----- | ----- |
| Ginnastica Triestina |       | 26-16 | 22-22 |
| Itala Gradisca       | 30-28 |       | 38-28 |
| San Giusto Trieste   | 17-36 | 28-19 |       |

### Girone B

#### Classifica
|  |    | girone B             | Pt | G | V | N | P | GF  | GS  |
|  | -- | -------------------- | -- | - | - | - | - | --- | --- |
|  | 1. | Reyer Venezia        | 6  | 4 | 3 | 0 | 1 | 124 | 83  |
|  | 2. | Pallacanestro Varese | 4  | 4 | 2 | 0 | 2 | 119 | 116 |
|  | 3. | Onda Pavia           | 2  | 4 | 1 | 0 | 3 | 93  | 137 |

#### Risultati
| Risultati girone     | Pav   | Var   | Ven   |
| -------------------- | ----- | ----- | ----- |
| Onda Pavia           |       | 36-26 | 12-38 |
| Pallacanestro Varese | 40-27 |       | 32-28 |
| Reyer Venezia        | 33-18 | 25-21 |       |

### Girone C

#### Classifica
|  |    | girone C           | Pt | G | V | N | P | GF  | GS  |
|  | -- | ------------------ | -- | - | - | - | - | --- | --- |
|  | 1. | Virtus Bologna     | 6  | 4 | 3 | 0 | 1 | 124 | 99  |
|  | 2. | Pallacanestro Como | 6  | 4 | 3 | 0 | 1 | 139 | 103 |
|  | 3. | Genoa              | 0  | 4 | 0 | 0 | 4 | 87  | 148 |

#### Risultati
| Risultati girone   | Gen   | Com   | Bol   |
| ------------------ | ----- | ----- | ----- |
| Genoa              |       | 18-20 | 24-31 |
| Pallacanestro Como | 63-26 |       | 34-32 |
| Virtus Bologna     | 34-19 | 27-22 |       |

### Girone D

#### Classifica
|  |    | girone D        | Pt | G | V | N | P | GF  | GS  |
|  | -- | --------------- | -- | - | - | - | - | --- | --- |
|  | 1. | Ginnastica Roma | 6  | 4 | 3 | 0 | 1 | 125 | 99  |
|  | 2. | AP Napoli       | 6  | 4 | 3 | 0 | 1 | 117 | 100 |
|  | 3. | CUSAB Bari      | 0  | 4 | 0 | 0 | 4 | 60  | 103 |

#### Risultati
| Risultati girone | Nap   | Rom   | Bar   |
| ---------------- | ----- | ----- | ----- |
| AP Napoli        |       | 41-36 | 2-0   |
| Ginnastica Roma  | 34-28 |       | 53-30 |
| CUSAB Bari       | 30-46 | 0-2   |       |

## Girone finale

### Classifica
|  |    | Classifica finale 1946-1947 | Pt | G | V | N | P | PtF | PtS |
|  | -- | --------------------------- | -- | - | - | - | - | --- | --- |
|  | 1. | Virtus Bologna              | 9  | 6 | 4 | 1 | 1 | 129 | 113 |
|  | 2. | Ginnastica Triestina        | 7  | 6 | 3 | 1 | 2 | 177 | 172 |
|  | 3. | Reyer Venezia               | 6  | 6 | 3 | 0 | 3 | 141 | 151 |
|  | 4. | Ginnastica Roma             | 2  | 6 | 1 | 0 | 5 | 128 | 139 |

### Risultati
| Risultati girone finale | GR    | GT    | RV    | VB    |
| ----------------------- | ----- | ----- | ----- | ----- |
| Ginnastica Roma         |       | 28-26 | 25-28 | 31-33 |
| Ginnastica Triestina    | 26-22 |       | 37-35 | 29-29 |
| Reyer Venezia           | 24-22 | 31-29 |       | 23-36 |
| Virtus Bologna          | 2-0   | 27-30 | 2-0   |       |

- Le penalizzazioni sono state assegnate tutte per rinuncia alla disputa delle partite.

## Qualificazione per la permanenza in Serie A
Vengono svolti tre turni eliminatori, su andata e ritorno, di qualificazione al campionato di Serie A 1947-1948.

### Primo turno
| Squadra 1            | Totale | Squadra 2              | Andata | Ritorno |
| -------------------- | ------ | ---------------------- | ------ | ------- |
| Ansaldo Siac Genova  |        | Borletti Milano        | 22-36  | 40-64   |
| Lega Naz. Monfalcone |        | Edera Trieste          | 26-19  | 29-37   |
| Ravinet Treviso      |        | Lega Nazionale Trieste | 47-46  | 31-36   |
| Ginn. Goriziana      |        | Cesarin Padova         | 24-23  | 27-12   |
| Stamura Ancona       |        | U.S. Sangiorgese       | 27-26  | 45-50   |
| Libertas Roma        |        | Arsenale La Spezia     | 0-2    | 25-46   |

- Rinunciano A.P. Fiorentina, A.S. Ascoli, Tosi Taranto, S.C. Palermo, Vanzetti Milano, Edo Cremona, Giovane Italia R. Emilia, Stella Rossa Livorno, A.P.U. Udinese, Libertas Pesaro e A.S. Foligno. Le vincenti sono ammesse al secondo turno.
- Borletti Milano, Lega Naz. Trieste ed Edera Trieste ammesse direttamente al terzo turno per sorteggio.

### Secondo turno
| Squadra 1          | Totale | Squadra 2             | Andata | Ritorno |
| ------------------ | ------ | --------------------- | ------ | ------- |
| Arsenale La Spezia |        | Ginn. Torino          | 37-33  | 47-32   |
| Pirelli Milano     |        | Roi Cavazzale Vicenza | 44-34  | 44-41   |
| Cesarin Padova     |        | Ginn. Gallaratese     | 25-40  | 0-2     |
| Pro Livorno        |        | Saves Alessandria     | 35-25  | 37-37   |
| U.S. Sangiorgese   |        | C.S.U. Roma           | 2-0    | 2-0     |

### Terzo turno
| Squadra 1              | Totale | Squadra 2       | Andata | Ritorno |
| ---------------------- | ------ | --------------- | ------ | ------- |
| U.S. Sangiorgese       |        | Edera Trieste   | 45-36  | 32-37   |
| Ginn. Gallaratese      |        | Borletti Milano | 39-27  | 41-47   |
| Pirelli Milano         |        | Ginn. Torino    | 35-46  | 0-2     |
| Lega Nazionale Trieste |        | Pro Livorno     | 34-34  | 29-44   |

## Verdetti
- Campione d'Italia:  Virtus Bologna
  - Formazione: Gianfranco Bersani, Marino Calza, Carlo Cherubini, Galeazzo Dondi Dall'Orologio, Gelsomino Girotti, Giancarlo Marinelli, Renzo Ranuzzi, Luigi Rapini, Venzo Vannini. Allenatore: Renzo Poluzzi.
- Ammesse di diritto alla Serie A 1947/48: Virtus Bologna, Ginnastica Triestina, Reyer Venezia, Ginnastica Roma, AP Napoli, Pallacanestro Varese, San Giusto Trieste, Itala Gradisca, Onda Pavia (che cede il diritto alla Pallacanestro Pavia), Pallacanestro Como (che si trasferisce a Milano cedendo il diritto alla Olimpia Milano mentre il Dop.Borletti viene ammesso alla nuova Serie B 1947/48), Genoa (che cede il diritto al CUS Genova), CUS Bari.
- Ammesse in Serie A dopo la qualificazione: Pallacanestro Gallaratese, Sangiorgese P.to S.Giorgio, Libertas Livorno, Ginnastica Torino.
- Le altre squadre sono ammesse alla Serie B 1947-1948.